# Бранко В. Радичевић
Бранко В. Радичевић (Чачак, 14. мај 1925 — Београд, 11. јануар 2001) био је српски књижевник и  новинар. Писао је поезију, романе, приповетке, сценарија и књижевност за децу.

## Живот и стваралаштво
Потиче из грађанске породице, од оца Велимира и мајке Косаре, рођ. Миликић. У раној младости, током Другог светског рата, још као шеснаестогодишњак, био је партизански курир Ратка Митровића. Одведен је у логор у Смедеревској Паланци, где се тешко разболео, једва преживео, и тек онда наставио школовање у чачанској Гимназији. После рата, једно време је живео у Сарајеву, где почињу његови стваралачки дани. Сели се у Београд, где завршава Правни факултет. Упоредо с студирањем, ради као новинар за Дугу и као сарадник у многим листовима и часописима. Као уредник едиција „Жар птица“, више година ради у Борби. Био је и председник издавачке куће Српска књижевна задруга из Београда.
Покренуо је културне манифестације: Дисово пролеће у Чачку и Драгачевски сабор трубача у Гучи. Стваралаштво му садржи и преко сто наслова песама, приповедака, романа и књига за децу. Истраживао је и споменике- „крајпуташе“, (крајпуташи- његова реч), направио је и две монографије о сеоским споменицима - крајпуташима. Био је и велики истраживач и познавалац српског језика.

## Поетика
Како запажа књижевни историчар Милан Громовић, Бранко В. Радичевић као песник и прозни писац у свом делу проговара о својеврсној граматици човека: "Јунаци Радичевићевог стваралаштва имају своју плошност (спољашњост) – они су војници, сељаци, занатлије, трговци, жене лаког морала, неснађени осетљиви дечаци, радознале девојчице; као и своју облост (унутрашњост) која је најмањи заједнички садржалац уграђен у човековом архетипском и исконском, чулном инфинитиву људске душе, разума и тела. Ако би постојала потреба да се литерарно и есејистичко делање Бранка В. Радичевића у потпуности сведе и дедукцијским левком искаже у једној синтагми, онда се може рећи да је реч о, само овом аутору својственој, уметничкој „граматици човека”.

## Дела
Најпознатија дела су му: „Песме о мајци“, „Прича о животињама“, „Са Овчара и Каблара“, „Војничке песме“, „Поноћни свирачи“, „Сељаци“ и „Антологија српског песништва“. Активан је у књижевном и друштвеном животу до пред крај свога живота. Велики успех стиче и његово последње дело „Сујеверице“.
Добитник је Вукове и Седмојулске награде.

### Песме
- Сутонски дани, 1945.
- Песме, 1949.
- Лирика, 1951.
- Земља, 1954.
- Вечита пешадија, 1956.
- Три чокота стихова а о вину ни речи, 1961.
- Божја крчма, 1965.
- Са Овчара и Каблара, 1970.
- Сељачка поема, 1971.
- Изабране песме, 1971.
- Похвалице и покудице, 1974.
- Земљосанке, 1978.
- Текла река Лепеница, 1979.
- Вита јела, зелен бор, 1986.
- Кадионик, 1990.

### Романи
- Бела жена, 1955.
- Изгубљени град, 1957.
- Четврта ноћ, 1957.
- Поноћни свирачи, 1959.
- Ноћ тела, 1963.
- Грубићи и нежнићи, 1968.
- Сељаци, 1971.
- Ћорава посла, 1972.
- Сведок, 1977.
- Празнина, 1992.

### Књиге приповедака
- Љубав и смрт, 1982.
- Горка грла, 1986.
- Такав је живот, 1989.
- Будућност, 1991.

### Књиге за децу
- Приче о дечацима, 1952.
- Дух ливада (приче), 1954.
- Учени мачак (новела), 1957.
- Посластичарница код веселог чаробњака, 1950.
- Чудотворно око (приче и бајке), 1964.
- Бајка о шаљивчини и друге приче, 1967.
- Бајке о гуслама, 1967.
- Гвозден човек и друге приче, 1967.
- Ђаволије и друге приче, 1967.
- Песме о мајци, 1979.
- Деветаци, 1976.
- Скитница или песме и приче за децу, 1988.
- Приче о животињама, 1990.
- Како је Јошика отишао на небо, приче из циганског живота, 1992.

### Монографије
- Плава линија живота - српски споменици и крајпуташи, 1961.
- Српски надгробни споменици и крајпуташи, 1965.

### Филмски сценарио
- Поруке (Документарни кратки) 1960.
- Узрок смрти не помињати (филм) 1968.
- Лазар Гавриловић воденичар (ТВ кратки)

### Остало
- Сујеверице и друге речи, Српска књижевна задруга, 1990.
- Сујеверице и друге речи - књига друга, Српска књижевна задруга, 1992.
- Сујеверице и друге речи - књига трећа, Српска књижевна задруга, 1995.
- Сујеверице и друге речи IV, Просвета, 1999.